# منطقة شمال البحر الأحمر
منطقة شمال البحر الأحمر في إريتريا إحدى المناطق الست في البلاد. تقع على طول الأرباع الثلاثة الشمالية للبحر الأحمر، وتشمل أرخبيل دهلك ومدينة مصوع الساحلية.
اعتبارًا من عام 2005، كان عدد سكان المنطقة 653،300 مقارنة بعدد سكان 576،200 في عام 2001. وكان معدل النمو الصافي 11.80 في المائة. بلغ إجمالي مساحة المحافظة 27،800.00 كيلومتر مربع وكانت الكثافة 23.50 شخص لكل كيلومتر مربع.
تحكم الجبهة الشعبية للديمقراطية والعدالة (جبهة التحرير الإريترية في الأصل) البلاد والمنطقة. تُجرى الانتخابات الإقليمية والمحلية على أساس دوري في إطار مقيد. يحق لجميع الرجال والنساء من أي خلفية عرقية أو دينية التصويت. لا يسمح لأية أحزاب أو مجموعات غير الجبهة الشعبية للديمقراطية والعدالة بالتنافس ويرأس الانتخابات ممثلون من الجبهة الشعبية للديمقراطية والعدالة.